# Щербатенко Юрій Володимирович
Ю́рій Володи́мирович Щербате́нко (* 29 грудня 1915, Сочі, нині Краснодарського краю Росії — † 20 березня 1994, Львів) — український маляр.
Мистецьку освіту здобув у Донецькому художньому технікумі (1935) і в Київському художньому інституті (1942; клас Ф. Кричевського і К. Єлеви).
Вибрані твори:
- «Леся Українка» (1957),
- «Фізики» (1967),
- «Надра землі» (1968),
- «Футбол» (1971),
- «Родина» (1973),
- «Пізня вечеря» (1982),
- «Сьомий поверх» (1990),
- «Вулиця» (1993),
- «Вікно» (1993),
- «Ветерани» (1994).